# Bertrand Richard Moberly
Sir Bertrand Richard Moberly, britanski general, * 1877, † 1963.